# إيفا بفاف
إيفا بفاف (بالألمانية: Eva Pfaff) مواليد 10 فبراير 1961 في كونيغشتاين إم تاونوس، ألمانيا الغربية، هي لاعبة كرة مضرب ألمانية سابقة بدأت مسيرتها كمحترفة سنة 1980 وكانت تلعب باليد اليمنى، اعتزلت اللعب في 1993. أعلى تصنيف لها في الفردي كان المركز الـ 17 في سنة 1983.

## النهائيات

### نهائيات البطولات الكبرى

#### زوجي السيدات: 1 (الألقاب 0, 1 الوصافة)
| الحصيلة | السنة | البطولة           | الأرضية | الشريك            | المنافس                        | النتيجة  |
| ------- | ----- | ----------------- | ------- | ----------------- | ------------------------------ | -------- |
| الوصافة | 1982  | أستراليا المفتوحة | عشبية   | كلوديا كوده-كيليش | مارتينا نافراتيلوفا بام شرايفر | 6–4, 6–2 |

### نهائيات بطولات نهاية العام

#### الزوجي: النهائيات 1 (الألقاب 0, 1 الوصافة)
| الحصيلة | السنة | المكان  | الأرضية | الشريك            | المنافس                        | النتيجة  |
| ------- | ----- | ------- | ------- | ----------------- | ------------------------------ | -------- |
| الوصافة | 1983  | نيويورك | سجاد    | كلوديا كوده-كيليش | مارتينا نافراتيلوفا بام شرايفر | 7–5, 6–2 |

## الخط الزمني للفردي
مفتاح
| ف | ن | ن.ن | ر.ن | د# | د.م | ل | أ.أ | ت | غ | ب | ف | ذ | م.خ | ل.ت |

(ف) فاز بالبطولة (ن) وصل النهائي (ن.ن) نصف النهائي (ر.ن) ربع النهائي (د#) الأدوار الأربعة الأولى (د.م) دور المجموعات (ل) شارك في كأس ديفيز (أ.أ) خرج من الأدوار الاولى (ت) خسر التصفيات التأهيلية (غ) غاب عن الحدث أو البطولة (ب) حصل على ميدالية برونزية (ف) حصل على ميدالية فضية (ذ) حصل على ميدالية ذهبية (م.خ) بطولة الماسترز خُفضت إلى مرتبة أقل (ل.ت) البطولة لم تعقد في السنة المعينة.
لتجنب الارتباك وازدواجية الحساب، يتم تحديث هذه المعلومات إما في نهاية البطولة، أو عندما تكون مشاركة اللاعب في البطولة قد انتهت.
| الدورة                        | 1980  | 1981  | 1982  | 1983  | 1984  | 1985  | 1986  | 1987  | 1988  | 1989  | 1990  | 1991  | 1992  | إجمالي ف/م |
| ----------------------------- | ----- | ----- | ----- | ----- | ----- | ----- | ----- | ----- | ----- | ----- | ----- | ----- | ----- | ---------- |
| بطولة أستراليا المفتوحة للتنس | غ     | د2    | ر.ن   | د3    | د1    | غ     | ل.ت   | د3    | د1    | د2    | د1    | د2    | ت1    | 0 / 9      |
| دورة رولان غاروس الدولية      | غ     | د3    | د2    | د1    | د3    | د1    | د1    | د1    | د2    | د1    | غ     | غ     | غ     | 0 / 9      |
| بطولة ويمبلدون                | غ     | د2    | د2    | د4    | د1    | د2    | د1    | د1    | د1    | د2    | د2    | غ     | ت1    | 0 / 10     |
| أمريكا المفتوحة               | غ     | د1    | د1    | د1    | غ     | د1    | د2    | د1    | د1    | د1    | ت1    | د1    | غ     | 0 / 9      |
| فوز / مشاركة                  | 0 / 0 | 0 / 4 | 0 / 4 | 0 / 4 | 0 / 3 | 0 / 3 | 0 / 3 | 0 / 4 | 0 / 4 | 0 / 4 | 0 / 2 | 0 / 2 | 0 / 0 | 0 / 37     |
| تصنيف نهاية العام             | 101   | 70    | 35    | 22    | 31    | 31    | 58    | 44    | 74    | 103   | 153   | 201   | 421   |            |

- إجمالي ف / م = إجمالي الفوز والمشاركة

## وصلات خارجية
- إيفا بفاف على موقع رابطة محترفات التنس (الإنجليزية)
- إيفا بفاف على موقع الاتحاد الدولي لكرة المضرب (الإنجليزية)
- إيفا بفاف على موقع كأس بيلي جين كينغ (الإنجليزية)
- إيفا بفاف على موقع خلاصة التنس.كوم (الإنجليزية)

- الموقع الرسمي